# Boisset-et-Gaujac
Boisset-et-Gaujac är en kommun i departementet Gard i regionen Occitanien i södra Frankrike. Kommunen ligger i kantonen Anduze som tillhör arrondissementet Alès. År 2022 hade Boisset-et-Gaujac 2 621 invånare.

## Befolkningsutveckling
Antalet invånare i kommunen Boisset-et-Gaujac
Referens:INSEE